# Aming
Cette page contient des caractères spéciaux ou non latins. S’ils s’affichent mal (▯, ?, etc.), consultez la page d’aide Unicode.
Aming (あみん, amin) est un groupe japonais de pop folk, originaire d'Okazaki, dans la préfecture d'Aichi. Il est composé des chanteuses Takako Okamura (岡村孝子, Okamura Takako, née le 29 janvier 1962) et Haruko Katō (加藤晴子, Katō Haruko, née le 2 janvier 1963). Il débute en 1982 avec un premier single Matsu-wa qui est un tube au Japon. Le duo se sépare en 1983 après trois autres singles et deux albums, et Okamura continue en solo avec succès à partir de 1985. Elle met sa carrière solo en pause pour reformer Aming en 2007 à l'occasion de son 25e anniversaire, et le duo reprend ses sorties de disques.

## Histoire
Takako Okamura est né dans la ville d'Okazaki, préfecture d'Aichi, et est diplômé du lycée Okazakikita de la préfecture d'Aichi en mars 1980. En avril 1981, après sa première année, elle entre à l'université Sugiyama Jogakuen dans le quartier de Chikusa , dans la ville de Nagoya . Haruko Kato est née dans la ville de Toyokawa et est diplômée du lycée Kosakai de la préfecture d'Aichi en mars 1981. En avril de la même année, elle entre dans la même université Sugiyama Jogakuen qu'Okamura. Les deux se rencontrent sur le campus d'Hoshigaoka lorsque Okamura demande à Kato comment remplir un formulaire d'inscription à un cours lors de son inscription。.
Alors qu'Okamura demande à Kato d'écouter sa propre chanson, les deux s'entendent et décident de former un duo. Le nom du duo est tiré du café Amin qui apparaît dans la chanson Pumpkin Pie and Cinnamon Tea de Masashi Sada (incluse dans l'album de 1979 « Yume Kuyo »),. Initialement, le kanji s'écrivait « Amimu », mais comme il était souvent mal prononcé comme « Akumu », il le changea en hiragana et forme Aming lorsqu'il entre à l'université en 1981,. En raison de ces circonstances, le nom de l'unité « Amin » était utilisé depuis leurs débuts indépendants, donc bien sûr, ils n'avaient pas l'approbation de Sada. Quand Amin apparaît pour la première fois dans The Best Ten, l'animateur Hiroshi Kume contacte Sada à ce sujet, et il répond avec approbation.
Il est actif sous le nom d'Aming depuis 2008.
Le 5 août 2017, le groupe apparaît sur la 49e Mélodie des souvenirs (NHK General) et interprète Machiwa, qui était sa première apparition télévisée en direct en neuf ans.

## Discographie

### Albums studio
- P.S. あなたへ… (1983.04.25) (Philips)
- メモリアル (1983.12.20) (Philips)
- In the Prime (2007.07.25) (BMG)
- P.P.S あなたへ… (2007.12.19) (BMG)
- 未来へのたすき (2008.10.22) (BMG)

### Singles
- 待つわ (1982.07.21) (Philips)
- 琥珀色の想い出 (1982.12.08) (Philips)
- 心こめて 愛をこめて (1983.04.06) (Philips)
- おやすみ (1983.11.01) (Philips)
- ひまわり／待つわ'07 (2007.06.20) (BMG)
- 未来へのたすき (2008.07.23) (BMG)

### Compilations
- Best Collection (1999.03.25)
- Aming Best (2003.03.26)
- ポプコン・マイ・リコメンド あみん (2006.12.21)
- 25th Anniversary Aming Concert Tour 2007 - In the Prime 〜ひまわり〜 (07.12.19)  (album live)